# Dibamus leucurus
Dibamus leucurus är en ödleart som beskrevs av  Pieter Bleeker 1860. Dibamus leucurus ingår i släktet Dibamus och familjen blindödlor. Inga underarter finns listade i Catalogue of Life.
Arten förekommer på sydostasiatiska öar som Borneo och Sumatra. Den hittas även i Filippinerna. Honor lägger ägg.